# 브랜든 윌리엄스
브랜던 폴 브라이언 윌리엄스(영어: Brandon Paul Brian Williams, 2000년 9월 3일 ~ )는 잉글랜드의 축구 선수로 현재 헐 시티에서 풀백으로 뛰고 있다.

## 수상

### 클럽
맨체스터 유나이티드
- 프리미어리그 : 준우승 (2020-21), 3위 (2019-20)
- FA컵 : 4강 (2019-20)
- EFL컵 : 4강 (2019-20, 2020-21), 우승 (2022-23)
- UEFA 유로파리그 : 준우승 (2020-21), 4강 (2019-20)